# Marc Minguell
Marc Minguell Alférez (L'Hospitalet de Llobregat, 14 de janeiro de 1985) é um jogador de polo aquático espanhol.

## Carreira
Minguell disputou três edições de Jogos Olímpicos pela Espanha: 2008, 2012 e 2016. Seu melhor resultado foi o quinto lugar nos Jogos de Pequim.